# Les Dayman
Les Dayman (ur. 19 stycznia 1938 w Footscray, Australia, zm. 20 października 2023) – australijski aktor i reżyser teatralny. Najbardziej znany z występów w serialach telewizyjnych.

## Filmografia
Filmy 
- 1978: Weekend of Shadows jako Riley
- 1981: Revenge jako
- 1981: I Can Jump Puddles jako Ted Wilson
- 1981: Gallipoli jako oficer artylerii
- 1982: Sara Dane jako
- 1982: With Prejudice jako Shadbolt
- 1983: Molly jako Bill Ireland
- 1985: I Can't Get Started  jako sierżant Beale
- 1986: Ostatnia granica, (The Last Frontier)
- 1987: Witch Hunt jako David Rofe
- 1995: Blue Murder jako komisarz Avery
- 1997: Oscar i Lucinda, (Oscar and Lucinda) jako Glassworks Foreman
- 1998: In the Winter Dark jako minister
- 1999: Święty dym, (Holy Smoke) jako Bill-Bill
- 2000: Cheek to Cheek jako George
- 2006: The Silence jako Edwin Hall
- 2006: Footy Legends jako Bob
- 2006: Ojczym panny młodej, (Stepfather of the Bride) jako dziadek Bob

 Seriale 
- 1966-1968: Homicide – 105 odcinków, jako Bill Hudson
- 1984-1985: Więźniarki - 34 odcinki, jako Geoff Macrae
- 1984-1985: Sons and Daughters - 33 odcinki, jako Roger Carlyle
- 1982-1988: A Country Practice - 7 odcinków, jako Owen Butler
- 1989: E Street - 5 odcinków, jako sierżant George Sullivan
- 1997-1999: Szczury wodne - 3 odcinki, jako Ken Miles
- 2000-2008: Cena życia - 4 odcinki, jako Kevin Goldman/Viv Woods

 Role teatralne 
- 1958: The Fifth Season - Willard Hall, Adelaide
- 1959: Look Back in Anger - Stow Hall, Adelaide
- 1969: Powrót króla - Scott Theatre, Adelaide
- 1973: Crete and Sergeant Pepper - Union Hall, Adelaide
- 1980: Big River - Russell Street Theatre, Melbourne
- 1987: A Fortunate Life - Shedley Theatre, Elizabeth
- 1988: Honey Spot - Cremorne Theatre, Brisbane[2]